# Callajoppa exaltatoria
Callajoppa exaltatoria là một loài tò vò trong họ Ichneumonidae.

## Hình ảnh

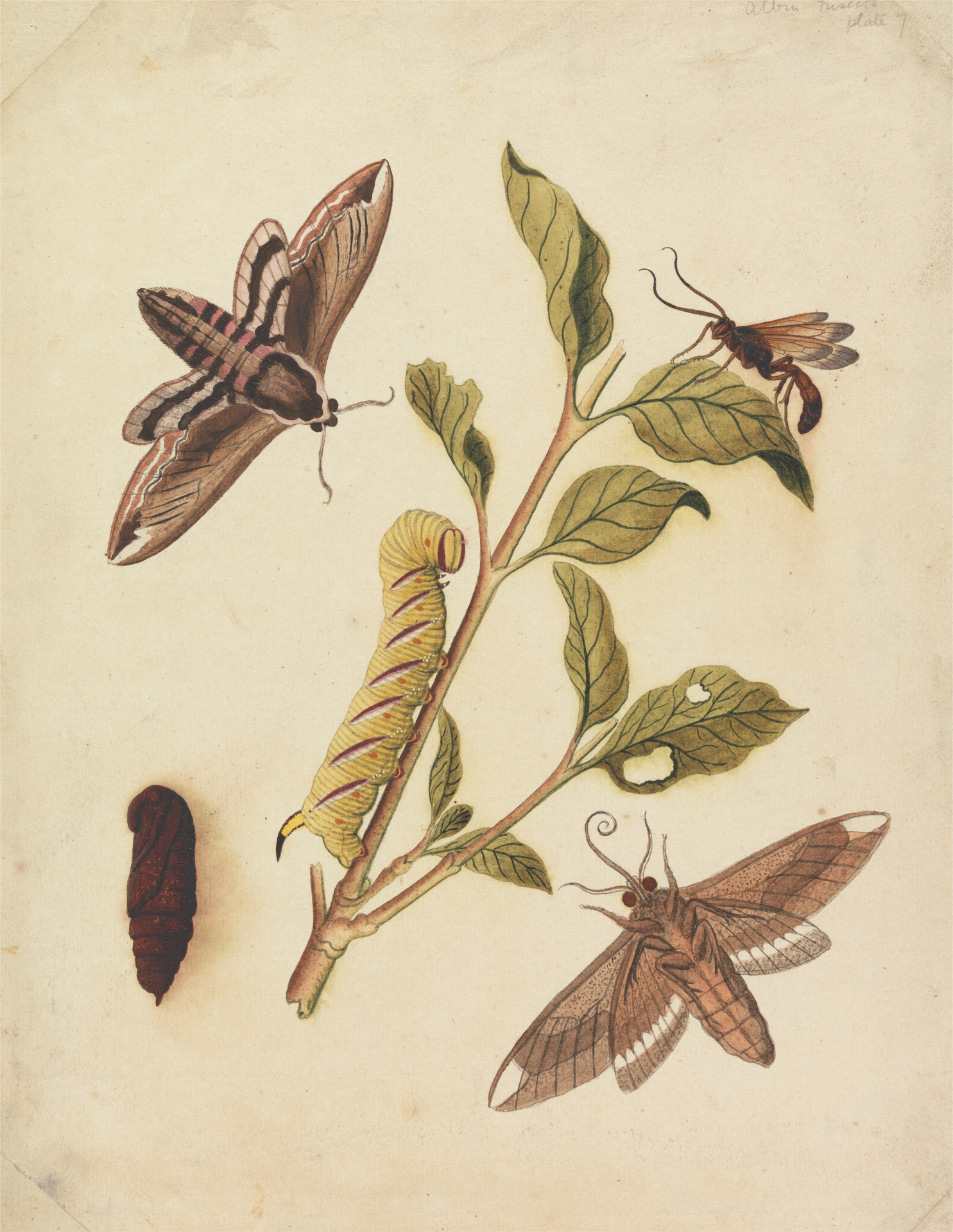